# Paradelphomyia (Oxyrhiza) ugandae
Paradelphomyia (Oxyrhiza) ugandae is een tweevleugelige uit de familie steltmuggen (Limoniidae). De soort komt voor in het Afrotropisch gebied.